# Sorghum arundinaceum
Sorghum arundinaceum là một loài thực vật có hoa trong họ Hòa thảo. Loài này được (Desv.) Stapf miêu tả khoa học đầu tiên năm 1917.

## Hình ảnh

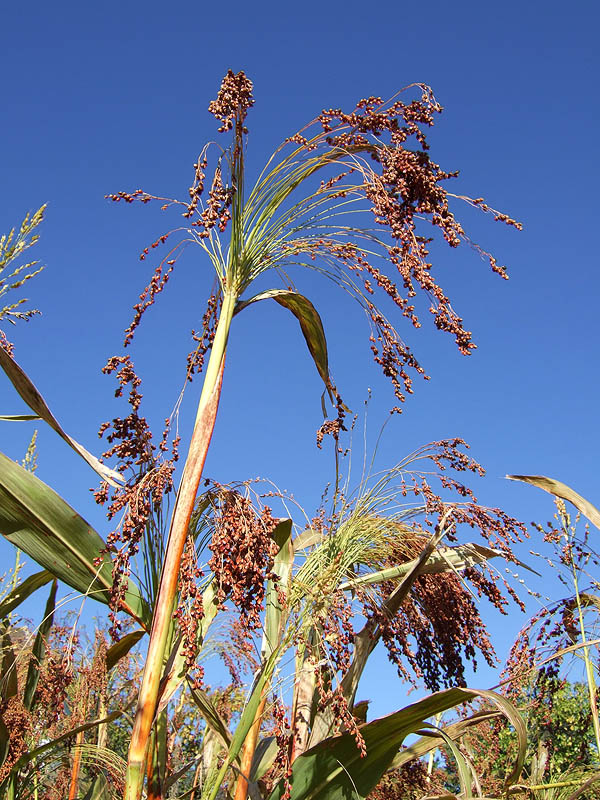